# Castello di Paraggi
Il castello di Paraggi - noto anche come villa Bonomi Bolchini -  è una storica residenza situata nella frazione di Paraggi nel comune di Santa Margherita Ligure, nella città metropolitana di Genova.

## Storia
Il castello venne eretto a presidio delle coste del Tigullio al tempo della Repubblica di Genova. Alcune fonti riportano il 1626 come l'anno in cui ne venne decisa la costruzione.
Tra il 1812 e il 1814 il castello venne occupato dalle truppe francesi di Napoleone Bonaparte, all'epoca del Primo Impero francese.
La struttura, che ha subito vari interventi nel corso dei secoli, divenne quindi una residenza privata. Negli anni novanta del Novecento la proprietà venne affittata dagli allora proprietari, la famiglia di industriali tessili biellese dei Bonomi Bolchini, a Silvio Berlusconi e famiglia.

## Descrizione
Il castello sorge in posizione dominante su di un piccolo promontorio che chiude a levante la baia di Paraggi nel territorio del comune di Santa Margherita Ligure, lungo la strada provinciale 227 per Portofino.
Si presenta come un massiccio edificio in pietra a pianta quadrata, avente quattro torrette angolari mensolate. Sulla facciata sud-orientale si apre una grande loggia. Le facciate sono caratterizzate da una merlatura guelfa.

## Galleria d'immagini

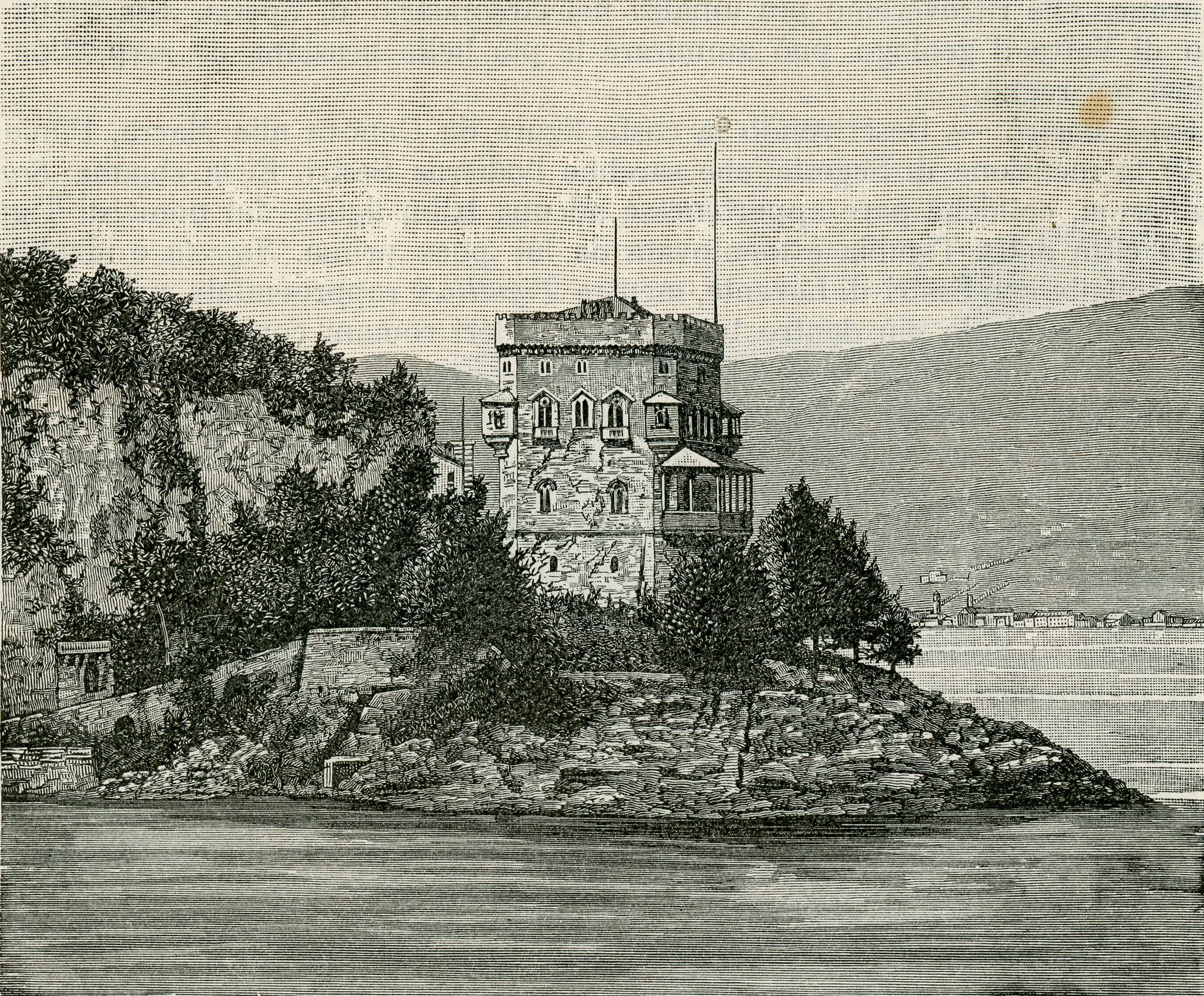
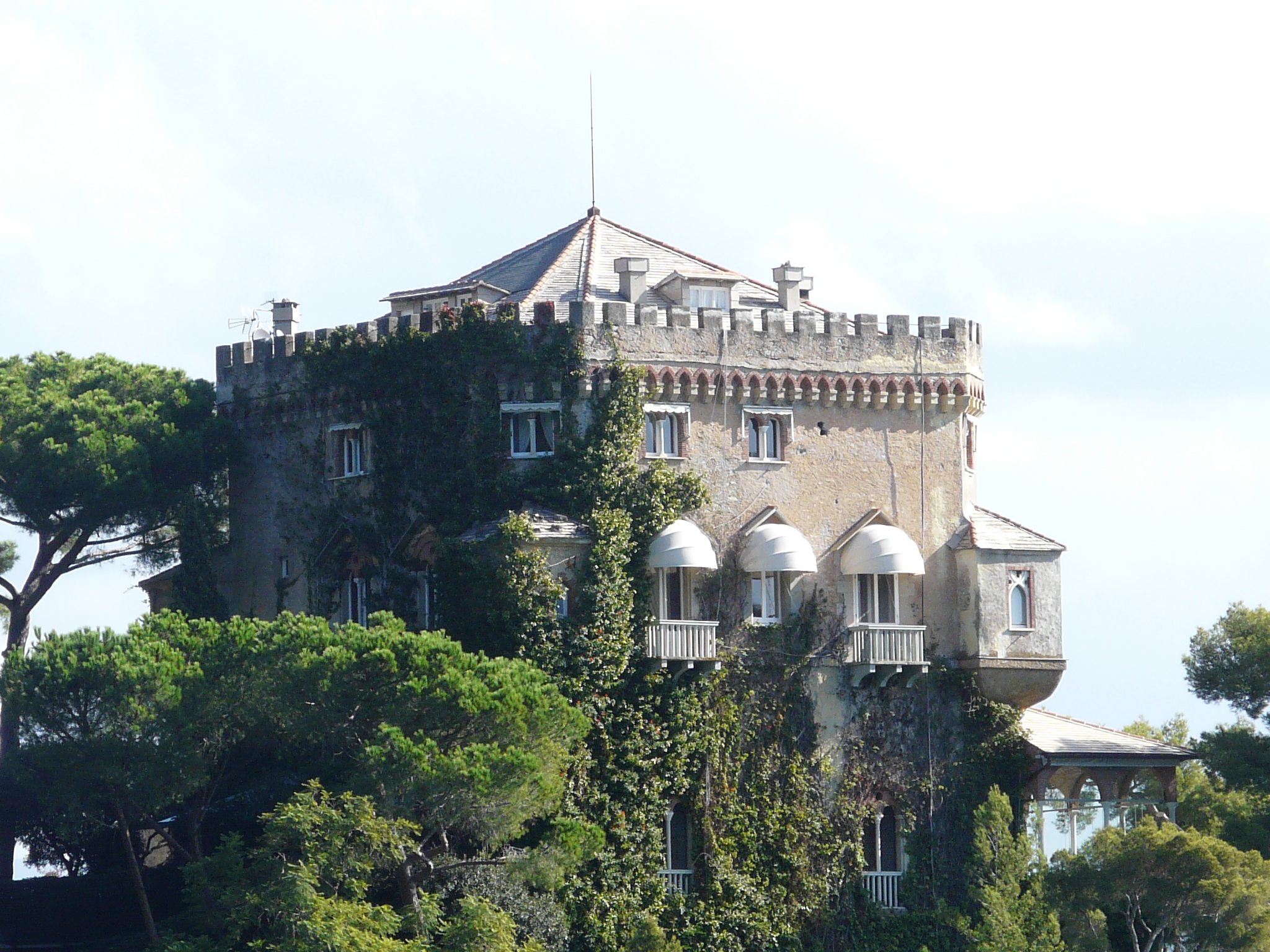
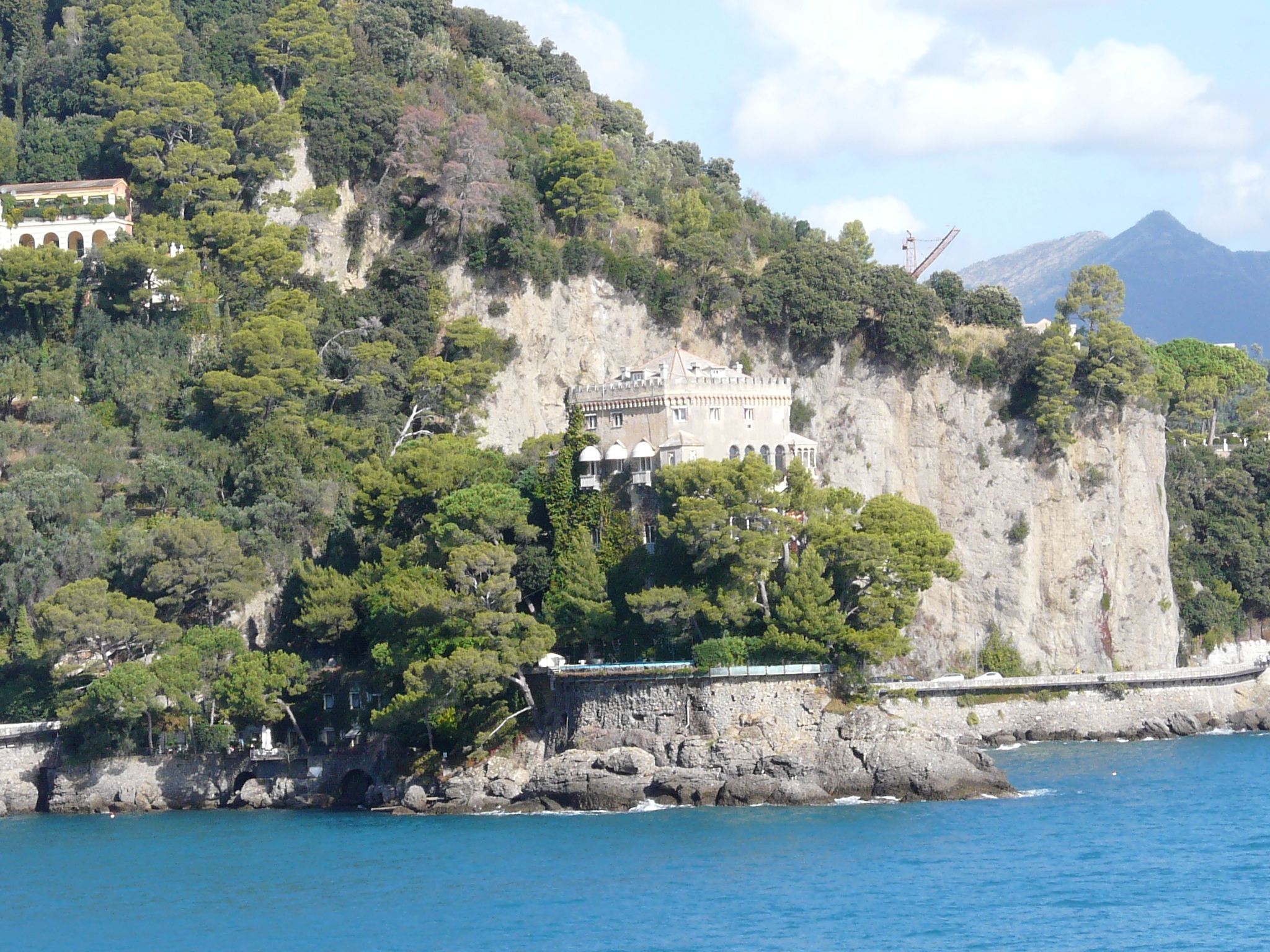